# Overkill Software
Overkill Software — шведская компания разработчиков видеоигр, основанная в 2009 году братьями Ульфом и Бо Андерссонами и Симоном Виклундом. Студия базируется в Стокгольме.
В 2012 году Overkill Software были выкуплены известным шведским разработчиком — Starbreeze Studios.
В мае 2015 года по некоторым причинам студию покинул один из основателей — Ульф Андерссон. Позже стало известно о том, что Ульф открывает свою собственную независимую студию 10 Chambers Collective.
В августе того же года студию покинул ещё один основатель и по совместительству композитор — Симон Виклунд, чтобы продолжить свою сольную музыкальную карьеру.

## Игры Overkill Software
| Год  | Игра                        | Платформы                                    | Жанр                               |
| ---- | --------------------------- | -------------------------------------------- | ---------------------------------- |
| 2011 | Payday: The Heist           | ПК (Windows), PlayStation 3                  | Шутер от первого лица, стелс-экшен |
| 2013 | Payday 2                    | ПК (Windows), PlayStation 3, Xbox 360        | Шутер от первого лица, стелс-экшен |
| 2015 | Payday 2                    | PlayStation 4, Xbox One                      | Шутер от первого лица, стелс-экшен |
| 2018 | Payday 2                    | Nintendo Switch                              | Шутер от первого лица, стелс-экшен |
| 2018 | Payday: Crime War           | Android, iOS                                 | Шутер от первого лица              |
| 2018 | OVERKILL’s The Walking Dead | ПК (Windows)                                 | Шутер от первого лица              |
| 2023 | Payday 3                    | ПК (Windows), PlayStation 5, Xbox Series X/S | Шутер от первого лица, стелс-экшен |
| TBA  | Storm                       | TBA                                          | TBA                                |